# Noëlle Maritz
Noëlle Maritz (Newport Beach, 1995. december 23. –) svájci női válogatott labdarúgó. Az Arsenal védőjátékosa.

## Pályafutása
Maritz Kaliforniában született, 4 éves korában már szüleivel, barátaival rugdosta a labdát. Miután New Jerseybe költöztek a Hillsborough-i Általános Iskolában labdarúgással és baseballal töltötte szabadidejét.
2006-ban családjával visszatértek Thurgauba és Amriswilben focizott tovább. Egy évvel később az FC Staadhoz került, majd az FC Wilnél három szezonon keresztül játszott, utolsó évében pedig bekerült az U17-es válogatottba.
A 2011-es szezont az FC Zürichnél kezdte, 2012-ben és 2013-ban pedig bajnoki címet szerzett a kékekkel.
2013-ban a VfL Wolfsburghoz szerződött. 2020 nyarán az angol Arsenal csapatába igazolt.

### A válogatottban
2013. március 6-án Kanada ellen mutatkozhatott be egy Ciprus-kupa találkozón a válogatottban.
Részt vett a 2015-ös világbajnokságon, a 2017-es és a 2022-es Európa-bajnokságon.

## Sikerei

### Klubcsapatokban
Svájci bajnok (2):
- FC Zürich (2): 2012, 2013

 Német bajnok (5):
- VfL Wolfsburg (5): 2013–14, 2016–17, 2017–18, 2018–19, 2019–20

 Német kupagyőztes (6):
- VfL Wolfsburg (6): 2015, 2016, 2017, 2018, 2019, 2020

Bajnokok Ligája győztes (1):
- VfL Wolfsburg (1): 2013–14

### A válogatottban
Svájc
- Ciprus-kupa  győztes: 2017